# 라온시큐어
라온시큐어(주)(RaonSecure)는 정보 보안과 블록체인 기술을 기반으로 한 IT 보안 · 인증 플랫폼 기업이다. 
주 사업 분야는 ▲모바일 보안 ▲생체인증(FIDO) ▲블록체인 디지털 ID ▲통합 인증 등 IT 보안 · 인증 분야다. 전 세계 2천만 명 이상이 라온시큐어의 FIDO(생체인증) 기술을 이용하고 있다. 세계 최초 글로벌 FIDO 인증을 획득한 라온시큐어는 글로벌 빅테크 기업들과 함께 글로벌 FIDO Alliance의 이사회 멤버로 선정되어 전세계 생체인증 표준을 이끌고 있다. 

세계 최초 블록체인 기반 국가 모바일 신분증 구축
라온시큐어는 모바일 운전면허증(2022), 모바일 국가보훈등록증(2023), 모바일 공무원증(2022) 등 국가 디지털 신분증을 블록체인 기술로 구현했다. 세계 최초 블록체인 기반 국가 신분증 사례를 기반으로 미국 · 일본의 글로벌 기업들과 시범서비스를 시작했으며, 동남아, 남미 국가들과 국가디지털 ID 구축 협의가 진행중이다. 인도네시아 국가 디지털 ID 설계 컨설팅을 성공적으로 수행했다. 

화이트해커의 대명사
설립 초기부터 화이트해커 육성을 위한 화이트햇센터를 운영하고 있으며, 이곳의 해커들은 미국 데프콘 등 국제 최고 권위의 화이트해커 경진대회를 우승한 경력자들로 세계 최고의 실력을 인정받고 있다. 현재 100여개 주요 기관의 블라인드 모의해킹 및 IT 취약점을 찾아주는 보안 점검 컨설팅을 해오면서 대통령 표창, 국무총리상, 장관상 등 그 공로를 인정받고 있다. 

## 주요 사업
■ 솔루션사업 (보안)
라온시큐어는 PC, 모바일을 넘나드는 보안 솔루션과 생체인증(FIDO) 기반 솔루션들로 대한민국 보안을 강화하고 있다. 대표 제품은 제로 트러스트 기반 내부통제 혁신 제품군인 MFA 지원 인증 통합 플랫폼 원패스(OnePass), 스마트워크 보안관리 플랫폼 원가드(One Guard), 통합 계정 권한  관리 플랫폼 터치엔 와이즈억세스(TouchEn Wiseaccess) 등이며, 이 외에도 모바일 백신, 모바일 가상 키패드, 모바일 앱 위변조 방지 솔루션 등 다양한 모바일 보안 솔루션을 제공하고 있다.                
- 원패스(OnePass)는 FIDO 얼라이언스의 인증을 획득한 라온시큐어의 FIDO 기반 다채널 인증 플랫폼이다. 원패스는 윈도우 로그인, 주요 업무 연동, 안면, 지문 등 생체 정보 연동을 통해 접근권한 및 개인식별 등을 확인할 수 있는 통합 플랫폼을 제공한다. 이를 통해 내부통제 강화 및 제로 트러스트 구현을 위한 인증 강화를 지원하는 최적화된 솔루션이다. 제로 트러스트를 위한 IAM(사용자 계정과 접근권한 관리)의 권한 식별 시 인증 방식 설정이 필요하므로 다양한 인증 방식들 중 상황에 따른 선택과 2차인증 및 FIDO(생체인증) 지원으로 정보와 자산을 더 견고하게 보호하는 MFA(다중요소 인증)이 필요한데, 원패스는 이러한 필요를 채워준다. 안면, 지문, 지정맥과 같은 생체인증 수단과 FIDO, PIN, 패턴 등 다양한 인증 수단을 지원하고 선택 적용할 수 있으며, MFA를 지원해 사용자 인증 보안 강화 및 해킹 위협 대응, 기업 정보 보안을 강화할 수 있다. 조직, 사용자별 인증 체계 수립을 위한 정책 설정 및 사용자 관리 기능을 제공하며, 클라우드 환경에 최적화된 구조로 설계됐다.

- 원가드(OneGuard)는 스마트워크에 최적화된 통합 모바일 보안 플랫폼으로 별도의 보안 솔루션을 도입하지 않고도 효율적이고 안전한 업무 환경을 구현한다. 원가드는 IAM과 인증 체계가 정교하게 구현된 제로 트러스트 환경에서의 업무가 이뤄질 기기에 대한 통합적 관리와 보안, 스마트 기기 접근 통제, MDM(모바일 단말관리), MAM(모바일 어플리케이션 관리) 등을 통합적으로 제공하는 플랫폼이다. MDM을 통해 단말기 분실 및 도난 대응, 화면 캡쳐 방지, 데이터 보호, 원격 단말 통제가 가능하고, MAM으로 사내 앱스토어 제공, 배포 앱 무결성 체크, 앱 설치 및 삭제 유도 등을 제공한다.

- 터치엔 와이즈억세스(TouchEn Wiseaccess)는 단 한번의 인증으로 모든 시스템에 접근 가능한 편의성 및 운영 비용 절감을 제공하는 동시에 서비스 고가용성과 보안성이 강화된 통합 계정 권한 관리 플랫폼이다. 제로 트러스트 및 내부통제 혁신 시스템을 구현하는 데 가장 중요한 사용자 인증과 권한 설정을 위한 SSO(단일 인증), EAM(역할기반 권한관리), IM(통합 계정 관리)을 아울러 제공하는 솔루션이다. SSO로 중복 로그인을 방지하고, EAM체계를 수립하고 제어하며, IM으로 분산된 게정을 통합 관리해 효율성을 높이고, 관리자 웹페이지를 통해 사용자 인증현황 및 세션을 실시간 관리하고 관리자 행위에 대한 감사 기능을 제공한다. 클러스터링을 통한 부하 분산과 세션 서버 다중화로 일부 시스템이 다운돼도 인증 업무의 연속성을 유지한다.

■ 서비스사업 (인증)
라온시큐어는 글로벌 디지털 인증 표준을 만들어 가고 있다. 블록체인 디지털 ID 기술을 바탕으로 행안부 모바일 신분증 발급 시스템을 구축하며 인증 분야에서 검증된 기술력과 신뢰를 갖췄다.    
- 옴니원 디지털아이디(OmniOne Digital ID)는 블록체인 기반 신원 자격 인증 통합 SaaS 플랫폼으로 신분증, 학생증, 사원증, 회원증 등 주로 신원 증명에 최적화된 플랫폼이다. 서비스형 소프트웨어(SaaS) 형태로 제공 가능해 시스템을 자체 구축하지 않고도 각종 신원, 자격 인증을 디지털 증명서로 발급할 수 있게 해준다. 이에 정부나 대학 같은 조직에서 신분증, 학생증 등의 용도뿐 아니라 다양한 규모의 기업, 어떤 단체도 사원증, 재직증명서, 각종 회원증 등 수많은 형태의 증명서 발급 서비스가 가능한 것이 특징이다.

- 옴니원 엔터프라이즈(OmniOne Enterprise)는 국가 및 기업 주도 신원증명용으로 출시된 블록체인 디지털 ID 구축 플랫폼이다. 행정안전부의 모바일 운전면허증, 모바일 국가보훈등록증, 모바일 공무원증 등을 구축했다.

- 옴니원 CX는 SaaS형 간편인증 중계 서비스로 네이버, 토스, 카카오, 패스, 신한, KB 등 민간 인증서 또는 모바일 신분증까지 하나의 창으로 제공한다. 사용자는 원하는 인증수단을 선택해 보인인증을 하고 다양한 서비스에 로그인 할 수 있다. 또 금융계좌 개설, 회원가입 등의 업무에 필요한 본인확인 서비스도 더 편리하게 할 수 있다. 서비스형 소프트웨어(SaaS)로 구현이 가능해 기관이나 기업에서 자체 시스템을 개발하지 않고도 본인확인 및 간편 본인인증 서비스를 제공할 수 있다.

- 옴니원 NFT는 한국조폐공사의 '순금(골드바)'을 온오프라인 최저가로 구매하고 개인 간 거래할 수 있는 국내 최초 실물 기반 유틸리티 NFT 전문 마켓플레이스다. 옴니원 NFT에서 '금 NFT' 제품을 구매하면 실물 금이 한국조폐공사의 금고에 안전하게 보관되며 NFT 소유자가 원할 때 언제든지 실물 금을 한국조폐공사의 보안기술이 적용된 보증서와 함께 받아 볼 수 있다.

- 옴니원 배지(OmniOne Badge)는 위조나 변조가 어려운 블록체인 기술로 신뢰도 높고 안전한 가격 인증을 제공하며, 서비스 형 소프트웨어(SaaS) 형태로 제공돼 자체 시스템을 구축하지 않고도 디지털 배지를 발급할 수 있다. 디지털 배지는 종이 인증서와 달리 블록체인 기반의 디지털 방식으로 인증이 이뤄져 사용이 간편하고 자격증명 등의 인증을 체계적으로 관리할 수 있는 장점이 있다. 옴니원 배지 플랫폼을 통해 발급된 디지털 배지는 모바일 앱을 통해 보관되며 교육 자격증명, 수상, 라이선스, 보증 등 다양한 용도로 활용된다. 대학뿐 아니라 공공기관, 기업 등 다양한 조직에서도 자격 인증 발급에 옴니원 배지를 활용할 수 있다.

- 라온 메타데미 보관됨 2024-05-24 - 웨이백 머신는 국내 유일의 메타버스 기반 실습 전문 플랫폼이다. 현실감과 몰입감 높은 실습 환경을 제공해 실습생의 실습 집중도를 향상시킨다. 간호술기, 물리치료, 요양보호, IT 보안 실습, 의료 전문 콘텐츠를 포함한 다양한 실습 전문 콘텐츠들이 지속적으로 추가되고 있다.

- 화이트햇 서비스는 글로벌 최고 수준의 역량을 지닌 화이트해커들이 제공하는 프리미엄 모의해킹 서비스로 공공기관과 민간 기업의 핵심 정보자산을 지켜 온 라온시큐어는 대한민국에 화이트해커라는 단어를 뿌리내린 서비스 전문기업이다. 세계 최고 수준의 화이트 해커가 수행하는 실제와 동일한 공격자 관점 모의해킹 서비스인 '프리미엄 모의해킹'을 비롯해 '솔루션, 서비스 검증 서비스', '인증지원 컨설팅', '취약점 분석 평가' 등 정보보호를 위한 토탈 서비스를 제공하고 있다.

## 역사
라온시큐어는 1998년 4월 16일 네오웨이브㈜로 설립한 뒤 테라움㈜을 거쳐 2012년 지금의 상호로 변경되었다. 본사 사옥 위치는 서울특별시 영등포구 여의대로 108, 파크원타워2 47~48층이다. 

## 관련 링크
- 라온코퍼레이션 공식 홈페이지